# Машине за вађење садница са бусеном
Машине за вађење садница са бусеном (трансплантери) у хортикултурним расадницима служе за саднице већих димензија, најчешће оних које се отпремају на стално место садње. Радна тела су им у облику конкавних ашова (најчешће 4 комада) који уз помоћ хидрауличних вентила остварују радне покрете: отварање и покрете рама држача радних тела, подизање и спуштање ашова са и без рама (Tree spade system). Постоје и варијанте са полукружним ножем који ротира и тако формира бусен, као и комбинација ашова са равним ножем који подсеца бусен одоздо.

## Носачи
Машине се монтирају на разне типове носача: компакт-трактор, пољопривредни трактор, утоваривач или камион. Монтиране на камион, машине служе за пресађивање потпуно одраслих садница и поједини модели су у стању да изваде и пренесу стабло са бусеном пречника 3 m (висином бусена 120 cm), укупне масе 24.000 kg. За рад у расадницима користе се прва три типа носача чија је минимална снага за ношење и рад најмање машине 30 kW. 
Постоје и самоходне машине код којих је радни део са стране што олакшава кретање између редова у школи.

## Начин рада
При вађењу саднице машина јој прилази са отвореним рамом тако да стабло буде између радних ашова (а). Рам са подигнутим ашовима се затвара и спушта до нивоа земље. Ашови се спуштају продирући у земљу око саднице постепено се затварајући (б). Потпуно затворени формирају бусен у коме је корен саднице (в). Подизањем рама садница са бусеном се вади и преноси даље. Уколико се садница пресађује у расаднику због даљег формирања (например из II у III школу), претходно се у III школи извади машином бусен. Јама која остаје је по облику потпуно иста као бусен саднице која се преноси и убацује на место извађеног бусена (г). Због лакшег продирања коренова из бусена у околно земљиште зидови јаме могу се разрахлити ашовом.
Исти поступак може се применити и за пресађивање на стално место у различитим категоријама зелених простора, уз вађење бусена и припрему јаме пре вађења саднице.
| Основне карактеристике модела машина са ашовима за вађење садница са бусеном | Основне карактеристике модела машина са ашовима за вађење садница са бусеном | Основне карактеристике модела машина са ашовима за вађење садница са бусеном | Основне карактеристике модела машина са ашовима за вађење садница са бусеном | Основне карактеристике модела машина са ашовима за вађење садница са бусеном | Основне карактеристике модела машина са ашовима за вађење садница са бусеном |
| Тип машине1 | Носач2 | Снага носача | Дубина ископавања | Маса празне машине | Ширина са отвореним рамом³ |
| VF650 | КТ,ПТ,У | 26-30 kW | 45 cm | 400 kg | 143 cm |
| VF 850 | КТ,ПТ,У | 30-37 kW | 50 cm | 425 kg | 144 cm |
| VF 1100 | ПТ,У,К | 45-52 kW | 70 cm | 850 kg | 219 cm |
| VF 1400 | ПТ,У,К | 60-90 kW | 90 cm | 1350 kg | 236 cm |
| 1) Број у ознаци типа је пречник бусена у mm; 2) КТ-компакт трактор, ПТ-пољопривредни трактор, У-утоваривач, К-камион; 3) податак који диктира међусобна растојања садница у школи (растојање треба да је веће од половине ширине машине са отвореним рамом). | 1) Број у ознаци типа је пречник бусена у mm; 2) КТ-компакт трактор, ПТ-пољопривредни трактор, У-утоваривач, К-камион; 3) податак који диктира међусобна растојања садница у школи (растојање треба да је веће од половине ширине машине са отвореним рамом). | 1) Број у ознаци типа је пречник бусена у mm; 2) КТ-компакт трактор, ПТ-пољопривредни трактор, У-утоваривач, К-камион; 3) податак који диктира међусобна растојања садница у школи (растојање треба да је веће од половине ширине машине са отвореним рамом). | 1) Број у ознаци типа је пречник бусена у mm; 2) КТ-компакт трактор, ПТ-пољопривредни трактор, У-утоваривач, К-камион; 3) податак који диктира међусобна растојања садница у школи (растојање треба да је веће од половине ширине машине са отвореним рамом). | 1) Број у ознаци типа је пречник бусена у mm; 2) КТ-компакт трактор, ПТ-пољопривредни трактор, У-утоваривач, К-камион; 3) податак који диктира међусобна растојања садница у школи (растојање треба да је веће од половине ширине машине са отвореним рамом). | 1) Број у ознаци типа је пречник бусена у mm; 2) КТ-компакт трактор, ПТ-пољопривредни трактор, У-утоваривач, К-камион; 3) податак који диктира међусобна растојања садница у школи (растојање треба да је веће од половине ширине машине са отвореним рамом). |
| --- | --- | --- | --- | --- | --- |

## Кројач бусена
| Основне техничке карактеристике кројача бусена                            | Основне техничке карактеристике кројача бусена                            | Основне техничке карактеристике кројача бусена                            | Основне техничке карактеристике кројача бусена                            | Основне техничке карактеристике кројача бусена                            |
| Тип машине                                                                | Снага мотора                                                              | Пречник бусена                                                            | Маса1                                                                     | Димензије2                                                                |
| HZC24                                                                     | 16,9 kW                                                                   | 25-80(90) cm                                                              | 1560 kg                                                                   | 2420/840(1230) mm                                                         |
| HZC25                                                                     | 21,3 kW                                                                   | 25-100 cm                                                                 | 1600 kg                                                                   | 2470/840(1230) mm                                                         |
| HZC29                                                                     | 21,3 kW                                                                   | 25-100(110) cm                                                            | 1750 kg                                                                   | 2550/930(1400) mm                                                         |
| HZC38                                                                     | 27,2 kW                                                                   | 50-140(160) cm                                                            | 2050 kg                                                                   | 2650/990(1430) mm                                                         |
| 1) Без ножа и крана; 2) дужина/ширина (ширина са "отвореним" гусеницама). | 1) Без ножа и крана; 2) дужина/ширина (ширина са "отвореним" гусеницама). | 1) Без ножа и крана; 2) дужина/ширина (ширина са "отвореним" гусеницама). | 1) Без ножа и крана; 2) дужина/ширина (ширина са "отвореним" гусеницама). | 1) Без ножа и крана; 2) дужина/ширина (ширина са "отвореним" гусеницама). |
| ------------------------------------------------------------------------- | ------------------------------------------------------------------------- | ------------------------------------------------------------------------- | ------------------------------------------------------------------------- | ------------------------------------------------------------------------- |

За расаднике су посебно конструисане мале самоходне машине кројачи бусена које уместо 4 "ашова" имају полукружни нож који ротира и сече бусен у облику полулопте). Пречници бусена су од 25 до 140 (160) cm. Машина је на гусеницама, а покреће је тро- или четвороцилиндрични мотор. Постоји верзија са могућношћу померања радног тела за 45° хоризонтално у односу на правац кретања, што повећава могућност вађења садница и при гушћим растојањима. Машине имају две брзине а крећу се зависно од модела 2,2-3,5 km/h у првој, односно 4,5-6,5 km/h у другој брзини. Малог су габарита, а максимална маса код највећег модела са краном и ножем износи 2280 kg. 
Постоје и машине за вађење већих садница које имају радни део који је комбинација ашова и сечива. Горњи део има ашове и који продиру у земљу формирајући бусен са стране. Одоздо је сечиво које као код кројача бусена сече бусен одоздо, али равно што бусену даје стабилност. 